# Atlantico (album)
Pour les articles homonymes, voir Atlantico (homonymie).
Albums de Marco Mengoni
Marco Mengoni Live
(2016)
Singles
1. Voglio
Sortie : 19 octobre 2018
2. Buona Vita
Sortie : 19 octobre 2018
3. Hola (I Say)
Sortie : 30 novembre 2018

Atlantico est le 5e album studio du chanteur italien Marco Mengoni publié le 30 novembre 2018 chez Sony Music. 
Trois chansons ont été extraites comme singles : Voglio, Buona Vita et Hola (I Say).

## Liste des titres
| Atlantico | Atlantico                       | Atlantico | Atlantico | Atlantico | Atlantico | Atlantico | Atlantico | Atlantico | Atlantico |
| No        | Titre                           | Durée     |           |           |           |           |           |           |           |
| --------- | ------------------------------- | --------- | --------- | --------- | --------- | --------- | --------- | --------- | --------- |
| 1.        | Voglio                          | 3:19      |           |           |           |           |           |           |           |
| 2.        | Hola (I Say) (feat. Tom Walker) | 3:47      |           |           |           |           |           |           |           |
| 3.        | Buona vita                      | 3:11      |           |           |           |           |           |           |           |
| 4.        | Muhammad Ali                    | 3:07      |           |           |           |           |           |           |           |
| 5.        | La casa azul                    | 3:12      |           |           |           |           |           |           |           |
| 6.        | Mille lire                      | 3:10      |           |           |           |           |           |           |           |
| 7.        | Intro della ragione             | 1:33      |           |           |           |           |           |           |           |
| 8.        | La ragione del mondo            | 3:26      |           |           |           |           |           |           |           |
| 9.        | Amalia                          | 3:10      |           |           |           |           |           |           |           |
| 10.       | Rivoluzione                     | 3:27      |           |           |           |           |           |           |           |
| 11.       | Everest                         | 3:34      |           |           |           |           |           |           |           |
| 12.       | I giorni di domani              | 3:34      |           |           |           |           |           |           |           |
| 13.       | Atlantico                       | 4:08      |           |           |           |           |           |           |           |
| 14.       | Hola                            | 3:48      |           |           |           |           |           |           |           |
| 15.       | Dialogo tra due pazzi           | 3:56      |           |           |           |           |           |           |           |
| 50:22     |                                 |           |           |           |           |           |           |           |           |

## Classements
| Classement (2018-19)         | Meilleure position |
| ---------------------------- | ------------------ |
| Italie (FIMI)                | 1                  |
| Suisse (Schweizer Hitparade) | 20                 |

## Certification
| Région                                                                                                 | Certification | Ventes/Streams |
| --- | ------------- | -------------- |
| Italie (FIMI)                                                                                          | Platine       | 50 000         |
| *Ventes selon la certification ^Mise en rayon selon la certification xNon précisé par la certification |               |                |